# گیرنده فاکتور رشد شبه‌انسولین ۲
گیرندهٔ فاکتور رشد شبه‌انسولین ۲ (IGF2R) که گیرندهٔ مانوز-۶-فسفات مستقل از کاتیون (CI-MPR) نیز نامیده می‌شود، پروتئینی است که در انسان توسط ژن IGF2R کدگذاری می‌شود. این گیرنده یک گیرندهٔ پروتئینی چندمنظوره است که فاکتور رشد شبه‌انسولین ۲ (IGF2) را در سطح سلول و پروتئین‌های دارای برچسب مانوز-۶-فسفات (M6P) را در شبکهٔ ترانس گلژی متصل می‌کند.

## ساختار
گیرندهٔ فاکتور رشد شبه‌انسولین ۲ یک پروتئین گذرندهٔ نوع I است (یعنی دارای یک دامنهٔ گذرندهٔ منفرد است که انتهای C آن در سمت سیتوپلاسمی غشاهای لیپیدی است) به همراه یک دامنهٔ بزرگ بیرون سلولی/لومنی و یک دم سیتوپلاسمی نسبتاً کوتاه. اندازهٔ IGF2R تقریباً ۳۰۰ کیلو دالتون است و به‌نظر می‌رسد به‌عنوان یک دایمر عمل می‌کند.

## عملکرد
گیرندهٔ فاکتور رشد شبه‌انسولین ۲ برای پاکسازی فاکتور رشد شبه‌انسولین ۲ از سطح سلول برای تضعیف سیگنال‌دهی و انتقال پیش‌سازهای هیدرولاز اسید لیزوزومی از دستگاه گلژی به لیزوزوم عمل می‌کند. پس از اتصال IGF2 در سطح سلول، IGF2Rها در تشکیل وزیکول‌های پوشیده شده با کلاترین جمع شده و اندوسیتوز می‌شوند. در لومن شبکهٔ ترانس-گلژی، IGF2R محموله‌های دارای برچسب مانوز ۶-فسفات را متصل می‌کند. IGF2Rها (که به محمولهٔ خود متصل می‌شوند) توسط خانوادهٔ GGA از پروتئین‌های آداپتور کلاترین شناسایی می‌شوند و در تشکیل وزیکول‌های پوشیده‌شده با کلاترین تجمع می‌یابند. IGF2Rها هم از سطح سلول و هم از گلژی به اندوزوم اولیه منتقل می‌شوند. در اندوزوم که دارای پی‌اچ نسبتاً پایینی است، IGF2Rها محموله‌های خود را آزاد می‌کنند. IGF2Rها توسط کمپلکس رترومر، دوباره از طریق تعامل با GGAها و وزیکول‌ها، به گلژی بازیافت می‌شوند. سپس پروتئین‌های محموله از طریق اندوزوم دیررس، مستقل از IGF2Rها به لیزوزوم منتقل می‌شوند.

## تعامل‌ها
نشان داده شده‌است که گیرندهٔ فاکتور رشد ۲ با M6PRBP1 تعامل دارد.

## سیر فرگشتی
عملکرد گیرندهٔ فاکتور رشد شبه‌انسولین ۲ از گیرندهٔ مانوز ۶-فسفات مستقل از کاتیون فرگشت یافته و نخستین بار در تک‌سوراخ‌سانان دیده می‌شود. محل اتصال IGF-2 احتمالاً به‌طور تصادفی با تولید یک خوشهٔ تقویت‌کنندهٔ محل اتصال خارجی در اگزون ۳۴ به دست آمده‌است.